# Wenzhou
Wenzhou este un oraș din provincia Zhejiang, Republica Populară Chineză.